# Pteromalus laricinellae
Pteromalus laricinellae är en stekelart som beskrevs av Julius Theodor Christian Ratzeburg 1848. Pteromalus laricinellae ingår i släktet Pteromalus och familjen puppglanssteklar. Inga underarter finns listade i Catalogue of Life.